# Monastero di Gandzasar
Il monastero di Gandzasar (in armeno Գանձասարի վանք?) è un monastero armeno del XIII secolo situato in Azerbaigian, nel distretto di Kəlbəcər. Fino al 2024 era situato nella repubblica di Artsakh (già denominata repubblica del Nagorno Karabakh), nei pressi del villaggio di Vank (regione di Martakert).
"Gandzasar" significa "montagna del tesoro" in armeno (da gandz tesoro e sar montagna).
Gandzasar fu la residenza del catholicosato di Aghvank della semiautonoma chiesa armeno-albana dal XIV secolo fino al 1836 quando quest'ultima venne definitivamente unita alla Chiesa apostolica armena.
Ora è la sede dell'arcivescovo armeno dell'Artsakh.
La costruzione di Gandzasar iniziò nel 1216, sotto il patronato del principe armeno di Khachen, Hasan Jalal-Dawla, e fu completata nel 1238 e consacrata il 22 luglio 1240.
Il complesso è protetto da alte mura. All'interno del complesso vi è la cattedrale di San Giovanni Battista (Սուրբ Յովհաննու եկեղեցի Մկրտիչ in armeno), costruita tra il 1216 e 1238.  Il tamburo della cupola ha raffinati bassorilievi che raffigurano la Crocifissione, Adamo ed Eva.
Il monastero possiede reliquie credute appartenere a san Zaccaria, padre di Giovanni Battista.
Nel novembre del 2015, nel complesso del monastero, è stata inaugurata una sezione "Artsakh" del Matenadaran, l'importante raccolta di codici e manoscritti armeni custoditi a Erevan.

## Galleria d'immagini

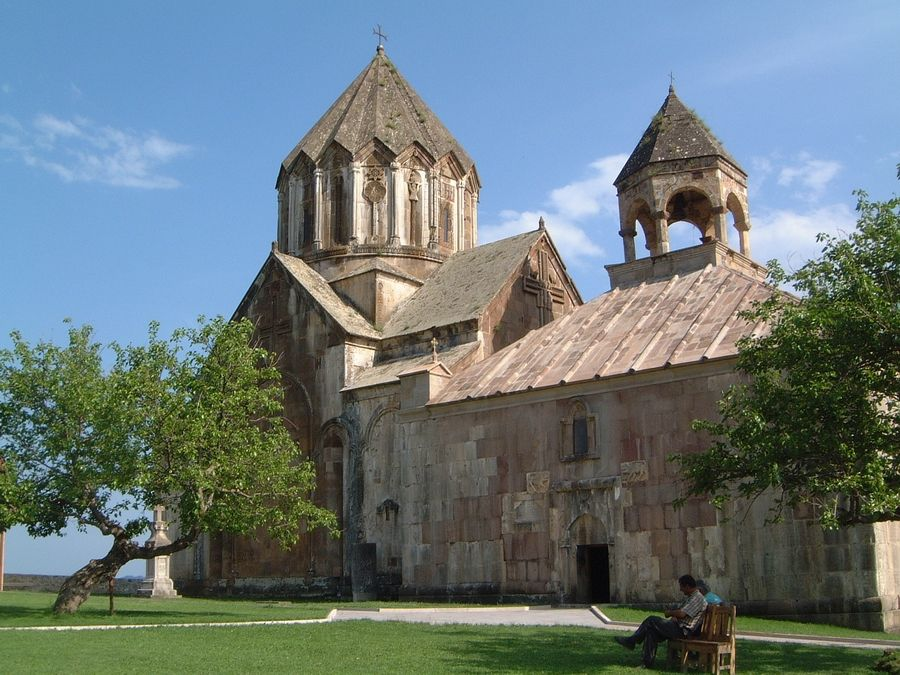
Il monastero di Gandzasar
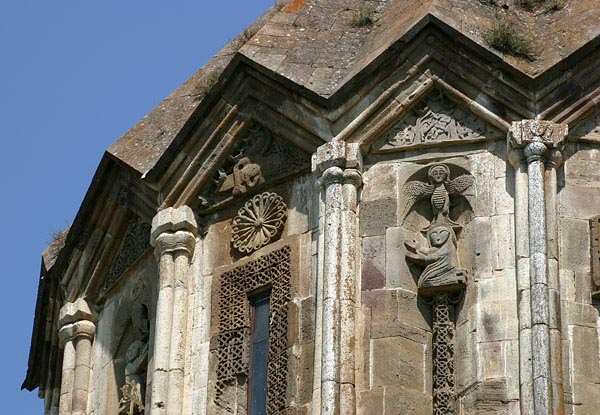
Particolare della cupola
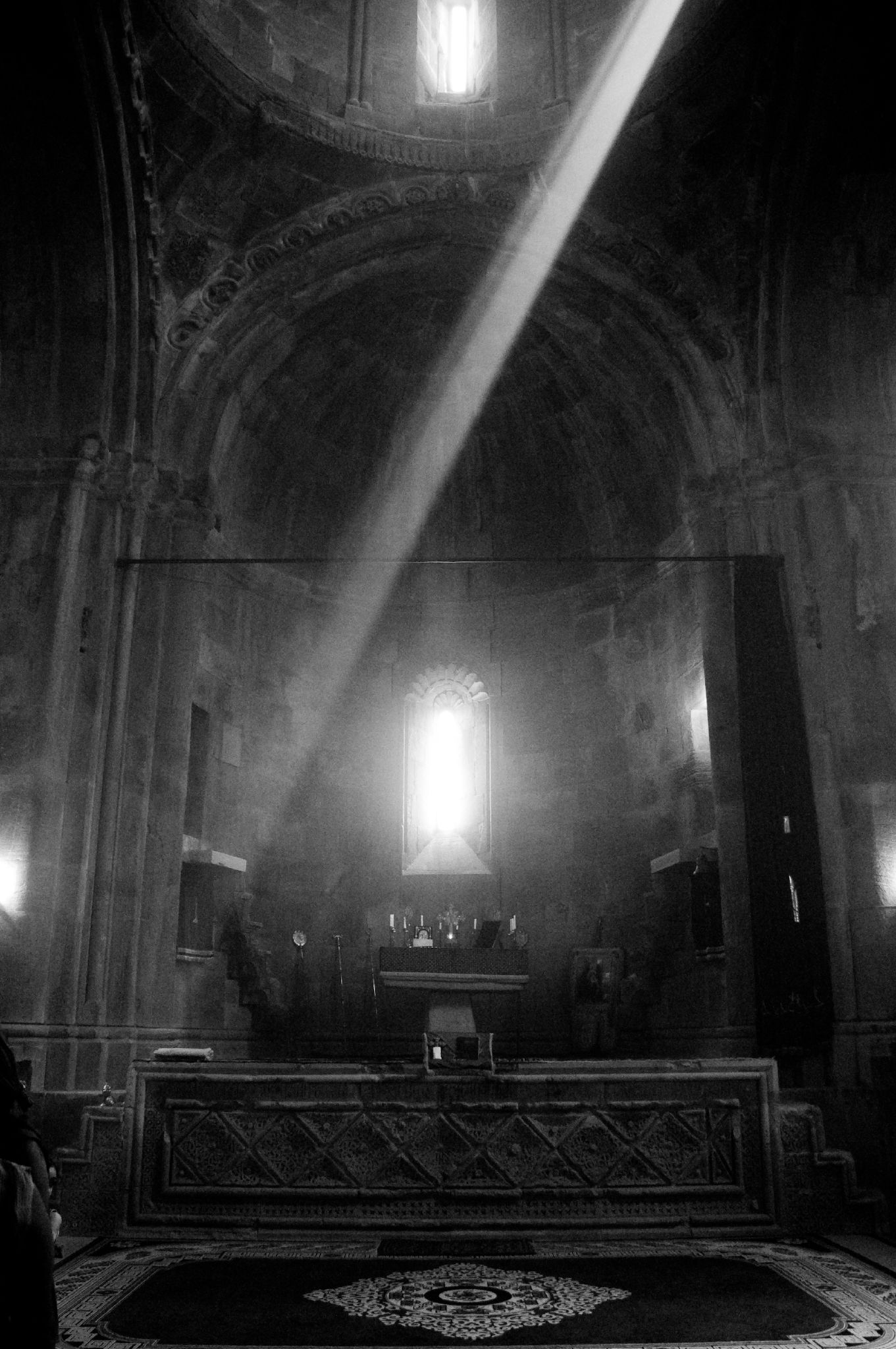
Interno
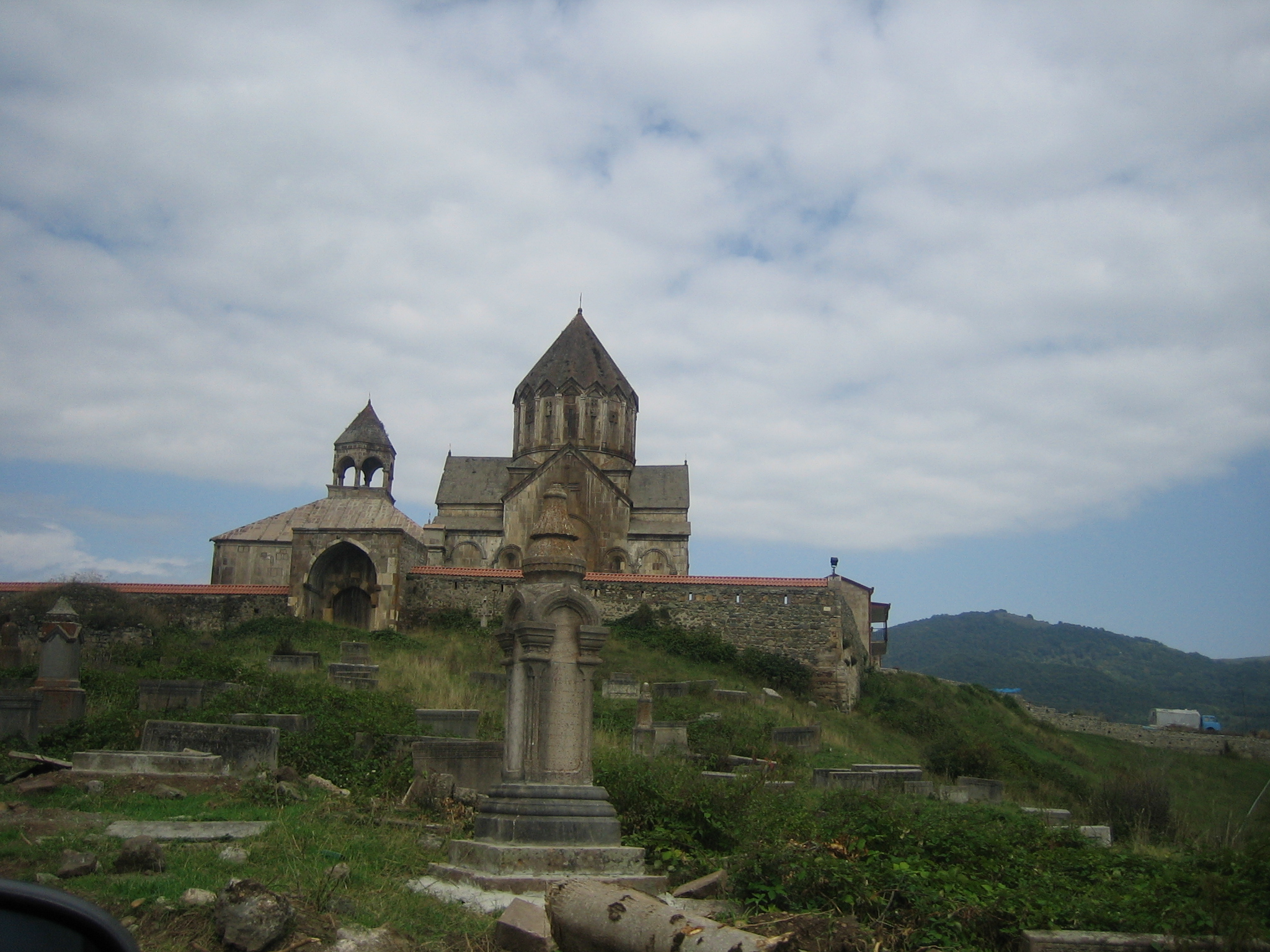
Il monastero di Gandzasar